# Einsatzgruppe zur Bekämpfung der Straßenkriminalität
Die Einsatzgruppen zur Bekämpfung der Straßenkriminalität (EGS) sind Sondereinheiten der österreichischen Bundespolizei bei den neun Landespolizeidirektionen, die zum operativen Vorgehen gegen Delikte der sogenannten Straßenkriminalität geschaffen wurden. Unter den Begriff der Straßenkriminalität fallen dabei insbesondere Eigentumsdelikte wie Taschendiebstahl, Raub und Einbruch, Drogendelikte wie der Handel oder Besitz von verbotenen Suchtmitteln sowie Gewaltdelikte wie Körperverletzung und Raufhandel.

## Organisation
Es existieren in Österreich neun Einsatzgruppen zur Bekämpfung der Straßenkriminalität, wobei für jedes Bundesland eine Einsatzgruppe eingerichtet wurde. Organisatorisch unterstehen die Einsatzgruppen als Assistenzbereich den jeweiligen Landeskriminalämtern, welche wiederum den Landespolizeidirektionen angegliedert sind.
Geschaffen wurden die Einsatzgruppen nach der Zusammenlegung von Polizei und Gendarmerie in Österreich 2005, wobei der Dienstbetrieb mit 1. September 2005 aufgenommen wurde. Rechtsgrundlage für die Schaffung der Einsatzgruppen war die am 14. Juni 2005 verlautbarte und am 18. Jänner 2007 wiederverlautbarte Richtlinie über die Errichtung und den Einsatz von Einsatzgruppen zur Bekämpfung der Straßenkriminalität des Bundesministeriums für Inneres.

## Aufgaben
Die Einsatzgruppen zur Bekämpfung der Straßenkriminalität sind aufgrund ihrer Einbindung in die Landeskriminalämter ein operativer Arm der Ermittlungstätigkeiten dieser Ämter. Daher kommen die Beamten der EGS insbesondere bei operativen Maßnahmen im Bereich von Eigentums-, Suchtmittel- und Gewaltstraftaten zum Einsatz. Dazu zählen etwa gezielte Überwachungen von Verdächtigen, Bestreifungen von Kriminalitäts-Hot-Spots, verdeckte Suchtmittel-Scheinkäufe sowie Beteiligungen an Alarmfahndungen. Zu diesem Zweck sind die Mitglieder der Einsatzgruppen regelmäßig auch in öffentlichen Verkehrsmitteln und deren unmittelbarem Umfeld (U-Bahnhöfe, Bushaltestellen, Verkehrsknotenpunkte) unterwegs.

## Kritik
Die Einsatzgruppe zur Bekämpfung der Straßenkriminalität (EGS) stand im Fokus der Berichterstattung, als sie im Zuge der Sauna-Affäre in einem Wiener Café ein Treffen des damaligen Leiters der Kriminalpolizeilichen Abteilung, Ernst Geiger, mit einem Betreiber einer Rotlichtsauna observierte.
Am 28. Februar 2018 wurden die Räumlichkeiten des Bundesamtes für Verfassungsschutz und Terrorismusbekämpfung (BVT) und verschiedene Privatwohnungen von der Wirtschafts- und Korruptionsstaatsanwaltschaft in Begleitung von Beamten der EGS durchsucht. Grund für die Hausdurchsuchungen war ein Ermittlungsverfahren wegen mutmaßlichen Amtsmissbrauchs. Die oppositionelle SPÖ kündigte aufgrund dieser Durchsuchungen am 9. März eine Sondersitzung des Nationalrats an; es bestehe der Verdacht der parteipolitisch motivierten Kompetenzüberschreitung, da die EGS vom FPÖ-Gemeinderat Wolfgang Preiszler geleitet wird und sich die Aufgaben der EGS nicht mit der durchgeführten Durchsuchung in Einklang bringen. Für Hausdurchsuchungen sei eigentlich die Cobra zuständig.
Im Laufe des Einsatzes im BVT kam es zu noch ungeklärten Ungereimtheiten, die in einem parlamentarischen Untersuchungsausschuss behandelt werden. Dabei kam es auch zu der mehrstündigen Durchsuchung des Büros von Sibylle G., der damaligen Referatsleiterin für Extremismus, obwohl die Beamtin keine Verdächtige war. Vom Schreibtisch verschwand der Ausdruck einer E-Mail, in der der mehrmals verurteilte Rechtsextremist Küssel mehrere Personen zu einer Veranstaltung eingeladen habe, unter anderem den Einsatzleiter Preiszler selbst.

## Belege
1. ↑  Straßendealer, Sauna-Affäre, BVT: Was macht die EGS?
2. ↑  Viele Fragen offen. ORF, abgerufen am 10. März 2018.
3. ↑  BVT-Affäre: Ermittler nahmen laut Protokoll 19 CDs mit "aktuellen Fällen" mit. Der Standard, abgerufen am 10. März 2018.
4. ↑  Brisante Neonazi-Verbindungen rund um Razzia im Verfassungsschutz enthüllt. Abgerufen am 19. April 2024 (österreichisches Deutsch).